# Парламентские выборы в Монголии (2004)
27 июня 2004 года в Монголии прошли выборы в Великий государственный хурал. Монгольская народно-революционная партия получила 36 мест из 76, однако большинство потеряла. Позже, 27 февраля 2005 года в 59-м избирательном округе были проведены довыборы, на которых победу одержал представитель МНРП.

## Кампания
МНРП доминировала в избирательной кампании, от всей политической рекламы около 90 % принадлежало этой политической партии, столица Монголии, Улан-Батор была покрыта предвыборными плакатами, в то время как ДКР (Демократическая коалиция — Родина) проводила очень сдержанную кампанию, избегая телевизионной рекламы и уличных рекламных щитов. Обе ведущие политические силы в ходе избирательной кампании предоставили аналогичные программы, направленные на увеличение количества рабочих мест и субсидирования молодежи страны.

### Конфликты

#### МНРП
Кампания прошла мирно, но была омрачена заявлениями МНРП о том, что оппозиционные кандидаты покупают голоса избирателей подарками в виде денег и спиртного.

#### ДКР
Оппозиция, со своей стороны, сообщала, что правящая партия планирует совершить откровенное мошенничество на выборах, утверждая, что правительство ограничило число наблюдателей оппозиции на выборах.

## Результаты
| Партия                                   | Места | Изменение | Процент | Изменение |
| ---------------------------------------- | ----- | --------- | ------- | --------- |
| Монгольская народно-революционная партия | 37    | ▼ 35      | 48,23 % | ▼ 3,41 %  |
| Демократическая коалиция - Родина        | 34    | ▲ 33      | 44,27 % | ▲30,92 %  |
| Монгольская республиканская партия       | 1     | ▲ 1       | 1,38 %  | ▼ 2,81 %  |
| Прочие                                   | 0     | ▬ 0       | 2,71 %  | ▼1,40 %   |
| Независимые                              | 3     | ▲ 2       | 3,41 %  | ▲0,55 %   |
| Исп./нед. бюллетени                      | -     | -         | -       | -         |
| Итого                                    | 76    | ▬0        | 100 %   | ▬0 %      |
| Источник:                                |       |           |         |           |